# Ulster Trophy (szachy)
Ulster Trophy – drużynowe rozgrywki szachowe, organizowane przez Ulster Chess Union.

## Historia
Pierwszy sezon Ulster Trophy odbył się w 1893 roku, a uczestniczyły w nim kluby z Belfastu. Zwycięzcy otrzymują trofeum Silver King, którego fundatorem był Belfast Chess Club.

## Medaliści
Źródło: Irish Chess History
| Sezon     | 1. miejsce                                                 | 2. miejsce                                                          | 3. miejsce                                     |
| --------- | ---------------------------------------------------------- | ------------------------------------------------------------------- | ---------------------------------------------- |
| 1893/1894 | Victoria Chess Club                                        | Holywood Chess Club                                                 | Belfast Chess Club                             |
| 1894/1895 | Holywood Chess Club                                        | Belfast Chess Club                                                  | Victoria Chess Club                            |
| 1895/1896 | Victoria Chess Club                                        | Belfast Chess Club                                                  | Holywood Chess Club                            |
| 1896/1897 | Belfast Chess Club                                         | Victoria Chess Club                                                 | Holywood Chess Club                            |
| 1897/1898 | Belfast Chess Club                                         | Victoria Chess Club                                                 | Holywood Chess Club                            |
| 1898/1899 | Belfast Chess Club                                         | Victoria Chess Club                                                 | Holywood Chess Club                            |
| 1899/1900 | Belfast Chess Club                                         | Victoria Chess Club                                                 | Holywood Chess Club                            |
| 1900/1901 | Victoria Chess Club                                        | Strandtown Chess Club                                               | –                                              |
| 1901/1902 | Waringstown Chess Club                                     | Victoria Chess Club                                                 | Belfast Chess Club                             |
| 1902/1903 | Belfast Chess Club                                         | Victoria Chess Club                                                 | Holywood Chess Club                            |
| 1903/1904 | Waringstown Chess Club                                     | Victoria Chess Club                                                 | Belfast Chess Club                             |
| 1904/1905 | Waringstown Chess Club                                     | Victoria Chess Club                                                 | Strandtown Chess Club Waringstown Chess Club   |
| 1905/1906 | Strandtown Chess Club                                      | Belfast Chess Club                                                  | Victoria Chess Club                            |
| 1906/1907 | Lisburn Chess Club                                         | Belfast Chess Club North Belfast Chess Club                         | –                                              |
| 1907/1908 | Belfast Chess Club                                         | Victoria Chess Club                                                 | North Belfast Chess Club                       |
| 1908/1909 | Belfast Chess Club                                         | North Belfast Chess Club                                            | Strandtown Chess Club                          |
| 1909/1910 | Belfast Chess Club                                         | North Belfast Chess Club                                            | Strandtown Chess Club Victoria Chess Club      |
| 1910/1911 | Victoria Chess Club                                        | Strandtown Chess Club                                               | Belfast Chess Club                             |
| 1911/1912 | Victoria Chess Club                                        | Strandtown Chess Club                                               | Belfast Chess Club                             |
| 1912/1913 | Victoria Chess Club                                        | Strandtown Chess Club                                               | Belfast Chess Club                             |
| 1913/1914 | Strandtown Chess Club                                      | Belfast Chess Club Victoria Chess Club                              | –                                              |
| 1914/1915 | mistrzostwa nie odbyły się                                 | mistrzostwa nie odbyły się                                          | mistrzostwa nie odbyły się                     |
| 1915/1916 | mistrzostwa nie odbyły się                                 | mistrzostwa nie odbyły się                                          | mistrzostwa nie odbyły się                     |
| 1916/1917 | mistrzostwa nie odbyły się                                 | mistrzostwa nie odbyły się                                          | mistrzostwa nie odbyły się                     |
| 1917/1918 | mistrzostwa nie odbyły się                                 | mistrzostwa nie odbyły się                                          | mistrzostwa nie odbyły się                     |
| 1918/1919 | mistrzostwa nie odbyły się                                 | mistrzostwa nie odbyły się                                          | mistrzostwa nie odbyły się                     |
| 1919/1920 | CIYMS Chess Club Strandtown Chess Club Victoria Chess Club | –                                                                   | –                                              |
| 1920/1921 | mistrzostwa nie odbyły się                                 | mistrzostwa nie odbyły się                                          | mistrzostwa nie odbyły się                     |
| 1921/1922 | mistrzostwa nie odbyły się                                 | mistrzostwa nie odbyły się                                          | mistrzostwa nie odbyły się                     |
| 1922/1923 | Belfast Chess Club                                         | Strandtown Chess Club                                               | North Belfast Chess Club                       |
| 1923/1924 | Victoria Chess Club                                        | Belfast Chess Club                                                  | CIYMS Chess Club                               |
| 1924/1925 | CIYMS Chess Club                                           | Belfast Chess Club                                                  | Victoria Chess Club                            |
| 1925/1926 | Belfast Chess Club                                         | St Paul’s Chess Club                                                | Victoria Chess Club                            |
| 1926/1927 | Belfast Chess Club                                         | CIYMS Chess Club                                                    |                                                |
| 1927/1928 | CIYMS Chess Club                                           | Belfast Chess Club                                                  | St Paul’s Chess Club                           |
| 1928/1929 | CIYMS Chess Club                                           |                                                                     |                                                |
| 1929/1930 | Belfast Chess Club                                         |                                                                     |                                                |
| 1930/1931 | Belfast Chess Club                                         |                                                                     |                                                |
| 1931/1932 | NI Civil Service Chess Club                                | Belfast Chess Club                                                  | North Belfast Chess Club                       |
| 1932/1933 | NI Civil Service Chess Club                                | Belfast Chess Club                                                  | North Belfast Chess Club                       |
| 1933/1934 | NI Civil Service Chess Club                                | Belfast Chess Club                                                  | St Paul’s Chess Club                           |
| 1934/1935 | Belfast Chess Club                                         |                                                                     |                                                |
| 1935/1936 | mistrzostwa nie odbyły się                                 | mistrzostwa nie odbyły się                                          | mistrzostwa nie odbyły się                     |
| 1936/1937 | CIYMS Chess Club                                           |                                                                     |                                                |
| 1937/1938 | CIYMS Chess Club                                           | Belfast Chess Club                                                  | Ulster Chess Club                              |
| 1938/1939 | Ulster Chess Club                                          |                                                                     |                                                |
| 1939/1940 | mistrzostwa nie odbyły się                                 | mistrzostwa nie odbyły się                                          | mistrzostwa nie odbyły się                     |
| 1940/1941 | mistrzostwa nie odbyły się                                 | mistrzostwa nie odbyły się                                          | mistrzostwa nie odbyły się                     |
| 1941/1942 | mistrzostwa nie odbyły się                                 | mistrzostwa nie odbyły się                                          | mistrzostwa nie odbyły się                     |
| 1942/1943 | mistrzostwa nie odbyły się                                 | mistrzostwa nie odbyły się                                          | mistrzostwa nie odbyły się                     |
| 1943/1944 | mistrzostwa nie odbyły się                                 | mistrzostwa nie odbyły się                                          | mistrzostwa nie odbyły się                     |
| 1944/1945 | CIYMS Chess Club                                           |                                                                     |                                                |
| 1945/1946 | NI Civil Service Chess Club                                | Ard Scoil Chess Club CIYMS Chess Club                               | –                                              |
| 1946/1947 | CIYMS Chess Club                                           |                                                                     |                                                |
| 1947/1948 | Belfast Chess Club                                         | CPA Chess Club                                                      | Ard Scoil Chess Club                           |
| 1948/1949 | NI Civil Service Chess Club                                |                                                                     |                                                |
| 1949/1950 | mistrzostwa nie odbyły się                                 | mistrzostwa nie odbyły się                                          | mistrzostwa nie odbyły się                     |
| 1950/1951 | mistrzostwa nie odbyły się                                 | mistrzostwa nie odbyły się                                          | mistrzostwa nie odbyły się                     |
| 1951/1952 | Belfast Chess Club                                         | CIYMS Chess Club CPA Chess Club                                     | –                                              |
| 1952/1953 | QUB Chess Club                                             | Belfast Chess Club CIYMS Chess Club                                 | –                                              |
| 1953/1954 | QUB Chess Club                                             | Falls Chess Club St Paul’s Chess Club                               | –                                              |
| 1954/1955 | QUB Chess Club                                             | Belfast Chess Club                                                  | CIYMS Chess Club Falls Chess Club              |
| 1955/1956 | QUB Chess Club                                             | Falls Chess Club                                                    | St Paul’s Chess Club                           |
| 1956/1957 | QUB Chess Club                                             | CIYMS Chess Club                                                    | Belfast Chess Club Old Campbellians Chess Club |
| 1957/1958 | CIYMS Chess Club QUB Chess Club                            | –                                                                   | St Paul’s Chess Club                           |
| 1958/1959 | CIYMS Chess Club QUB Chess Club                            |                                                                     |                                                |
| 1959/1960 | QUB Chess Club                                             | CIYMS Chess Club                                                    | Old Campbellians Chess Club                    |
| 1960/1961 | Old Campbellians Chess Club                                | QUB Chess Club                                                      | CIYMS Chess Club                               |
| 1961/1962 | QUB Chess Club                                             | Belfast Chess Club                                                  | St Paul’s Chess Club                           |
| 1962/1963 | QUB Chess Club                                             | Belfast Chess Club CIYMS Chess Club Old Campbellians Chess Club     | –                                              |
| 1963/1964 | QUB Chess Club                                             | Belfast Chess Club Old Campbellians Chess Club St Paul’s Chess Club | –                                              |
| 1964/1965 | QUB Chess Club                                             | CIYMS Chess Club                                                    | Old Campbellians Chess Club                    |
| 1965/1966 | QUB Chess Club                                             | CIYMS Chess Club                                                    | Belfast Chess Club                             |
| 1966/1967 | QUB Chess Club                                             | City of Derry Chess Club                                            | CIYMS Chess Club                               |
| 1967/1968 | QUB Chess Club                                             | CIYMS Chess Club                                                    | Fisherwick Chess Club                          |
| 1968/1969 | QUB Chess Club                                             | Fisherwick Chess Club                                               | Ballyclare Chess Club                          |
| 1969/1970 | QUB Chess Club                                             | Fisherwick Chess Club                                               | Ballyclare Chess Club                          |
| 1970/1971 | Fisherwick Chess Club                                      | QUB Chess Club                                                      | Ballyclare Chess Club                          |
| 1971/1972 | Fisherwick Chess Club                                      |                                                                     |                                                |
| 1972/1973 | QUB Chess Club                                             | Fisherwick Chess Club                                               |                                                |
| 1973/1974 | Fisherwick Chess Club                                      |                                                                     |                                                |
| 1974/1975 | Fisherwick Chess Club                                      |                                                                     |                                                |
| 1975/1976 | Fisherwick Chess Club                                      |                                                                     |                                                |
| 1976/1977 | Fisherwick Chess Club                                      |                                                                     |                                                |
| 1977/1978 | QUB Chess Club                                             | Malone Chess Club                                                   | Bangor Chess Club                              |
| 1978/1979 | CIYMS Chess Club                                           | Newtownards Chess Club                                              | Fisherwick Chess Club                          |
| 1979/1980 | Newtownards Chess Club                                     |                                                                     |                                                |
| 1980/1981 | Newtownards Chess Club                                     |                                                                     |                                                |
| 1981/1982 | CIYMS Chess Club                                           | Fisherwick Chess Club                                               | Newtownards Chess Club                         |
| 1982/1983 | CIYMS Chess Club                                           | Newtownards Chess Club                                              | Shorts Chess Club                              |
| 1983/1984 | Newtownards Chess Club QUB Chess Club                      | –                                                                   | –                                              |
| 1984/1985 | CIYMS Chess Club                                           | Fisherwick Chess Club                                               | QUB Chess Club                                 |
| 1985/1986 | CIYMS Chess Club                                           | Newtownards Chess Club                                              | Bangor Chess Club                              |
| 1986/1987 | Shorts Chess Club                                          | Newtownards Chess Club QUB Chess Club                               | –                                              |
| 1987/1988 | QUB Chess Club                                             | Strangford Chess Club                                               | Bangor Chess Club                              |
| 1988/1989 | Fisherwick Chess Club                                      | QUB Chess Club                                                      | Fisherwick-Malone Chess Club                   |
| 1989/1990 | Fisherwick-Malone Chess Club                               | CIYMS Chess Club                                                    | Newtownards Chess Club                         |
| 1990/1991 | QUB Chess Club                                             | Newtownards Chess Club                                              | Fisherwick Chess Club                          |
| 1991/1992 | Fisherwick-Malone Chess Club Newtownards Chess Club        | –                                                                   | Fisherwick Chess Club                          |
| 1992/1993 | Shorts Chess Club                                          | Fisherwick-Malone Chess Club                                        | Newtownards Chess Club                         |
| 1993/1994 | Newtownards Chess Club                                     | Fisherwick-Malone Chess Club                                        | Shorts Chess Club                              |
| 1994/1995 | Fisherwick Chess Club                                      | North Belfast Chess Club                                            | Shorts Chess Club                              |
| 1995/1996 | Fisherwick Chess Club                                      | North Belfast Chess Club                                            | Newtownards Chess Club                         |
| 1996/1997 | North Belfast Chess Club                                   | Fisherwick Chess Club                                               | Newtownards Chess Club                         |
| 1997/1998 | North Belfast Chess Club A                                 | Malachians Chess Club                                               | North Belfast Chess Club B                     |
| 1998/1999 | NorTel Chess Club                                          | North Belfast Chess Club                                            | Malachians Chess Club                          |
| 1999/2000 | RVH Chess Club                                             | Fisherwick Chess Club                                               | Malachians Chess Club                          |
| 2000/2001 | North Belfast Chess Club                                   | RVH Chess Club A                                                    | RVH Chess Club B                               |
| 2001/2002 | RVH Falcons                                                | RVH Hawks                                                           | Fisherwick Chess Club                          |
| 2002/2003 | QUB Chess Club                                             | RVH Falcons                                                         | Fisherwick Chess Club                          |
| 2003/2004 | Fisherwick Chess Club                                      | Clifton House Chess Club                                            | North Belfast Chess Club                       |
| 2004/2005 | Clifton House Chess Club                                   | Fisherwick Chess Club Bangor Carnegie                               | –                                              |
| 2005/2006 | Clifton House Chess Club                                   | Fisherwick Chess Club                                               | NI Civil Service Chess Club                    |
| 2006/2007 | Clifton House Chess Club                                   | Bangor Carnegie                                                     | North Belfast Chess Club                       |
| 2007/2008 | QUB Chess Club                                             | Fisherwick Chess Club                                               | Clifton House Chess Club                       |
| 2008/2009 | QUB Chess Club                                             | Fisherwick Chess Club                                               | RVH Hawks                                      |
| 2009/2010 | nie wyłoniono zwycięzcy                                    | nie wyłoniono zwycięzcy                                             | nie wyłoniono zwycięzcy                        |
| 2010/2011 | mistrzostwa nie odbyły się                                 | mistrzostwa nie odbyły się                                          | mistrzostwa nie odbyły się                     |
| 2011      | Fisherwick Chess Club                                      | Lagan Chess Club                                                    | RVH Ravens                                     |
| 2012      | Fisherwick Chess Club                                      | Ballynafeigh Angels                                                 | Bombardier Chess Club                          |
| 2013      | Fisherwick Chess Club                                      | Ballynafeigh International                                          | Belfast South Chess Club                       |
| 2014      | Fisherwick Chess Club                                      | Muldoons Chess Club                                                 | Lindores Chess Club                            |
| 2014/2015 | Ballynafeigh Chess Club                                    | Lindores Chess Club                                                 | Muldoons Chess Club                            |
| 2015/2016 | Muldoons Chess Club                                        | Ballynafeigh Chess Club                                             | QUB Chess Club                                 |
| 2016/2017 | Ballynafeigh Chess Club                                    | Muldoons Chess Club                                                 | QUB Chess Club                                 |
| 2017/2018 | Muldoons Chess Club                                        | Strand First Team                                                   | Strand 2                                       |
| 2018/2019 | Strand Chess Club                                          | Fruithill Chess Club                                                | Belfast South Chess Club                       |
| 2019/2020 | Strand Chess Club                                          | Fruithill Chess Club                                                | Ballynafeigh Chess Club Northern Lights        |
| 2020/2021 | mistrzostwa nie odbyły się                                 | mistrzostwa nie odbyły się                                          | mistrzostwa nie odbyły się                     |
| 2021/2022 | Strand Chess Club                                          | NI Civil Service Chess Club                                         | Belfast South Chess Club                       |
| 2022/2023 | Lisburn Chess Club                                         | Strand Chess Club                                                   | Fruithill Chess Club                           |
| 2023/2024 | Strand Chess Club                                          | Fruithill Chess Club                                                | Belfast South Chess Club                       |
| 2024/2025 | Belfast South Chess Club                                   | Strand Chess Club                                                   | Bangor Chess Club                              |